# FAW Women's Cup
La FAW Women's Cup, meglio conosciuta come Welsh Women's Cup è la coppa nazionale calcistica gallese riservata a formazioni di calcio femminile, che si tiene sotto l'egida della FAW ed è organizzata a cadenza annuale.
Fino al 2009, data l'assenza di un campionato nazionale per le squadre femminile la coppa assicurava al campione un posto nei preliminari della UEFA Women's Champions League.

## Albo d'oro
Di seguito le squadre vincitrici della FAW Women's Cup dal 1992 ad oggi.
- 1992-1993:  Rhyl (1°)
- 1993-1994:  Rhyl (2°)
- 1994-1995:  Gwalia United (1°)
- 1995-1996:  Newport Strikers (1°)
- 1996-1997:  Bangor City (1°)
- 1997-1998:  Barry Town (1°)
- 1998-1999:  Barry Town (2°)
- 1999-2000:  Barry Town (3°)
- 2000-2001:  Barry Town (4°)
- 2001-2002:  Bangor City (2°)
- 2002-2003:  Gwalia United (2°)
- 2003-2004:  Gwalia United (3°)
- 2004-2005:  Gwalia United (4°)
- 2005-2006:  Gwalia United (5°)
- 2006-2007:  Gwalia United (6°)
- 2007-2008:  Gwalia United (7°)
- 2008-2009:  Gwalia United (8°)
- 2009-2010:  Gwalia United (9°)[2]
- 2010-2011:  Swansea City (1°)[3]
- 2011-2012:  Gwalia United (10°)
- 2012-2013:  Gwalia United (11°)
- 2013-2014:  Cardiff Metropolitan (1°)[4]
- 2014-2015:  Swansea City (2°)
- 2015-2016:  Gwalia United[5] (12°)
- 2016-2017:  Cardiff Metropolitan[6] (2°)
- 2017-2018:  Swansea City[7] (3°)
- 2018-2019  Cardiff Metropolitan (3°)